# Lonicera tubuliflora
Lonicera tubuliflora är en kaprifolväxtart som beskrevs av Alfred Rehder. Lonicera tubuliflora ingår i släktet tryar, och familjen kaprifolväxter. Inga underarter finns listade i Catalogue of Life.